# Krzczonowski Park Krajobrazowy
Krzczonowski Park Krajobrazowy – park krajobrazowy położony w województwie lubelskim na Wyniosłości Giełczewskiej. Utworzony w 1990 roku.
Powierzchnia parku wynosi 124,21 km², natomiast jego otulina liczy 138,54 km².
Obejmuje pofałdowany teren z licznymi wąwozami. Znajduje się tu kilkanaście ostańców denudacyjnych zbudowanych z piaskowców. Najwyższy z nich ma wysokość 281 m n.p.m. Przez park przepływa rzeka Giełczew oraz jej dopływ Radomirka, a także struga Olszanka ze swoimi mniejszymi dopływami. Teren parku jest ważnym rejonem źródliskowym. Znajduje się tu 45 źródeł.
24,8% powierzchni parku zajmują lasy. Występują tu lasy dębowo-grabowe z domieszką buka, lasy mieszane, dąbrowy świetliste i lasy łęgowe. Największe kompleksy leśne położone na terenie parku to Las Chmielowski i Las Królewski.
W parku występują liczne gatunki ptaków chronionych, m.in. kruki, myszołowy, grubodzioby, wilgi, dzięcioły czarne, pełzacze leśne, perkozki, perkozy rdzawoszyje; a także płazów: rzekotki drzewne, ropuchy szare oraz kumaki nizinne.

## Ochrona przyrody
Na obszarze parku znajdują się następujące rezerwaty przyrody:
- Las Królewski – chroni zbiorowiska rzadkich roślin kserotermicznych oraz wielogatunkowych drzewostanów o charakterze naturalnym;
- Chmiel – chroni zespół grąd z drzewami pomnikowymi oraz kresowego stanowiska buka;
- Olszanka – chroni starodrzew dębowy z domieszką grabu i sosny oraz wieloma chronionymi gatunkami roślin w runie.

Ponadto utworzono tu dwa zespoły przyrodniczo-krajobrazowe: „Szabałowa Góra” i „Kamienny Wąwóz”.